# دیتونا بیچ شورز (فلوریدا)
دیتونا بیچ شورز (به انگلیسی: Daytona Beach Shores) شهری در شهرستان ولوسیا ایالت فلوریدا است که در سال ۱۹۶۰ بنیان‌گذاری شده است. این شهر طبق سرشماری سال ۲۰۱۰ میلادی، ۴٬۲۴۷ نفر جمعیت داشته و مساحت آن نیز ۲٫۴ کیلومتر مربع است.
شهر دایتونا بیچ شورز در سال ۱۹۶۰ توسط رهبران کسب‌وکار محلی که معتقد بودند یک جامعه کوچکتر می‌تواند خدمات بهتری به ساکنان خود ارائه دهد، سازمان‌دهی شد. این شهر در ۲۲ آوریل ۱۹۶۰ به‌طور رسمی تأسیس شد. در دهه‌های ۱۹۷۰ و ۱۹۸۰، برنامه ساخت‌وساز بزرگی در شهر به اجرا درآمد و اکنون حدود ۸۰ درصد از ساکنان در آپارتمان‌های بلندمرتبه‌ای زندگی می‌کنند که در امتداد اقیانوس اطلس کشیده شده‌اند.
دایتونا بیچ شورز یک جامعه تفریحی و بازنشستگی است که بر اساس صنعت گردشگری و خدمات شکل گرفته است و فاقد صنعت تولیدی است. این شهر در طول سال به توریست‌ها خدمات ارائه می‌دهد و دارای امکانات تفریحی خانوادگی نظیر زمین‌های مینی‌گلف است. با توجه به جاذبه‌های گردشگری و امکانات تفریحی، این شهر به مقصدی محبوب برای توریست‌ها تبدیل شده است.
شهر دایتونا بیچ شورز در یک جزیره مانع در امتداد اقیانوس اطلس واقع شده است. سمت غربی جزیره توسط تالاب رود هلیفکس، که بخشی از مسیر آبی اینترکوستال است، احاطه شده است. این شهر از شمال با دایتونا بیچ و از جنوب با ویلبر-بای-د-سی و پورت اورنج هم‌مرز است. آب‌وهوای این شهر از نوع نیمه‌گرمسیری مرطوب (Cfa) است که برای شهرهای جنوب شرقی ایالات متحده معمول است. تابستان‌ها در اینجا گرم و مرطوب است و دما اغلب به ۹۰ درجه فارنهایت و بیشتر می‌رسد. زمستان‌ها خشک و ملایم است و بارش برف بسیار نادر است؛ آخرین بار در دسامبر ۲۰۰۷ برف در این شهر مشاهده شده است.

## نگارخانه

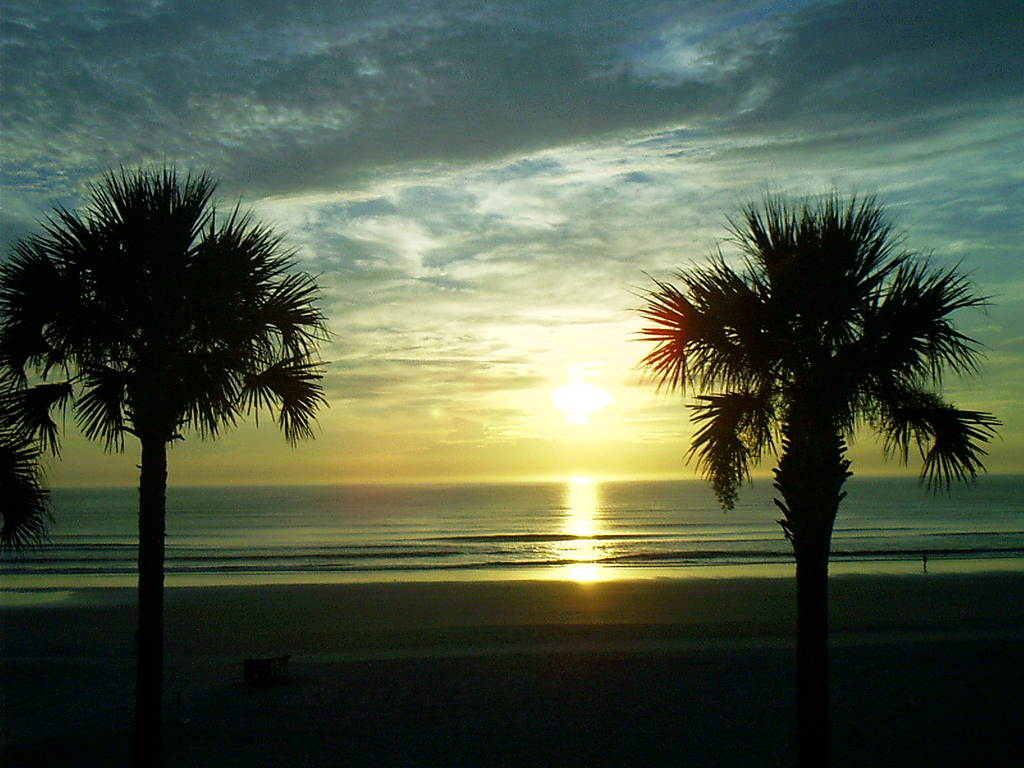
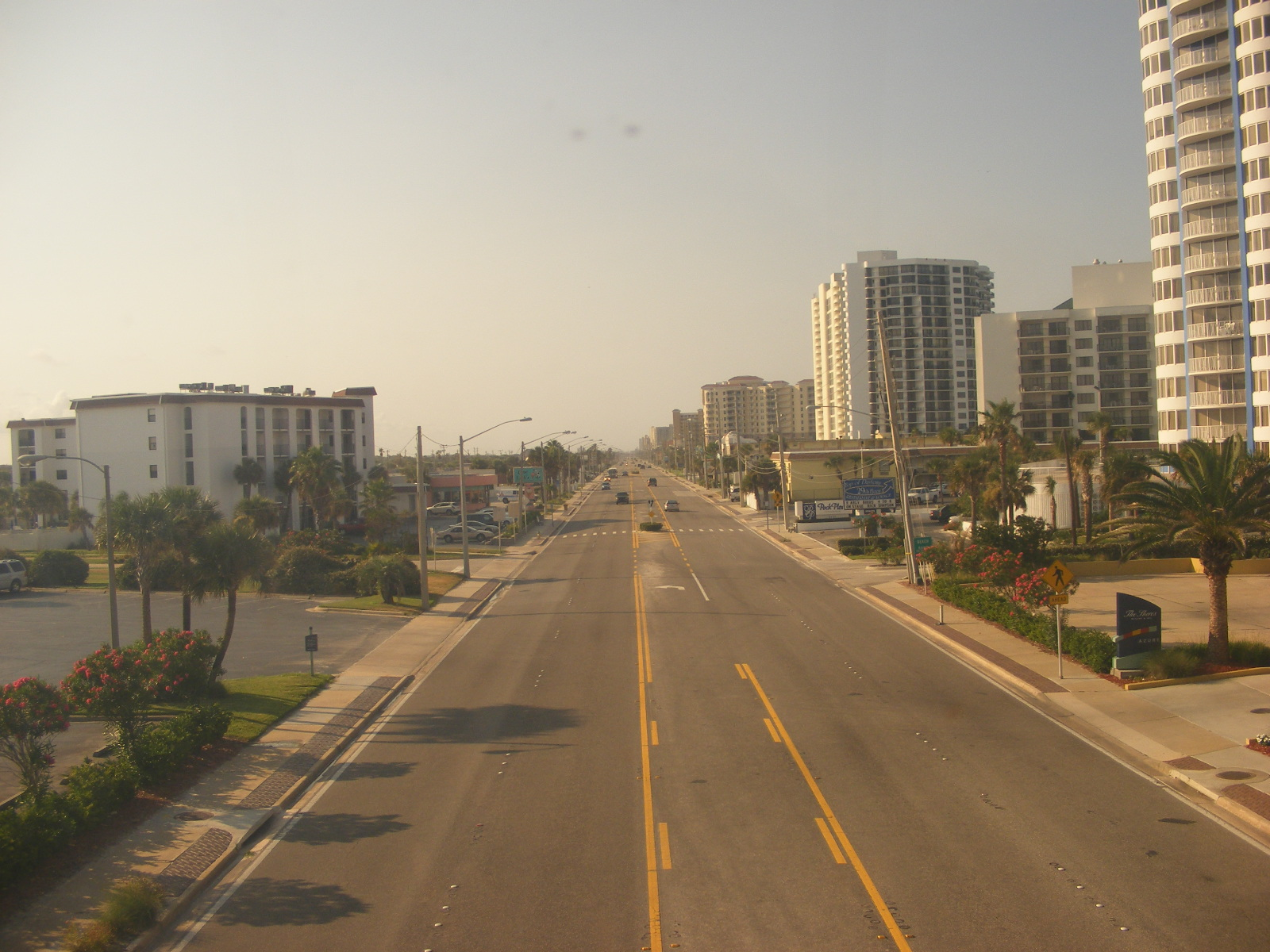
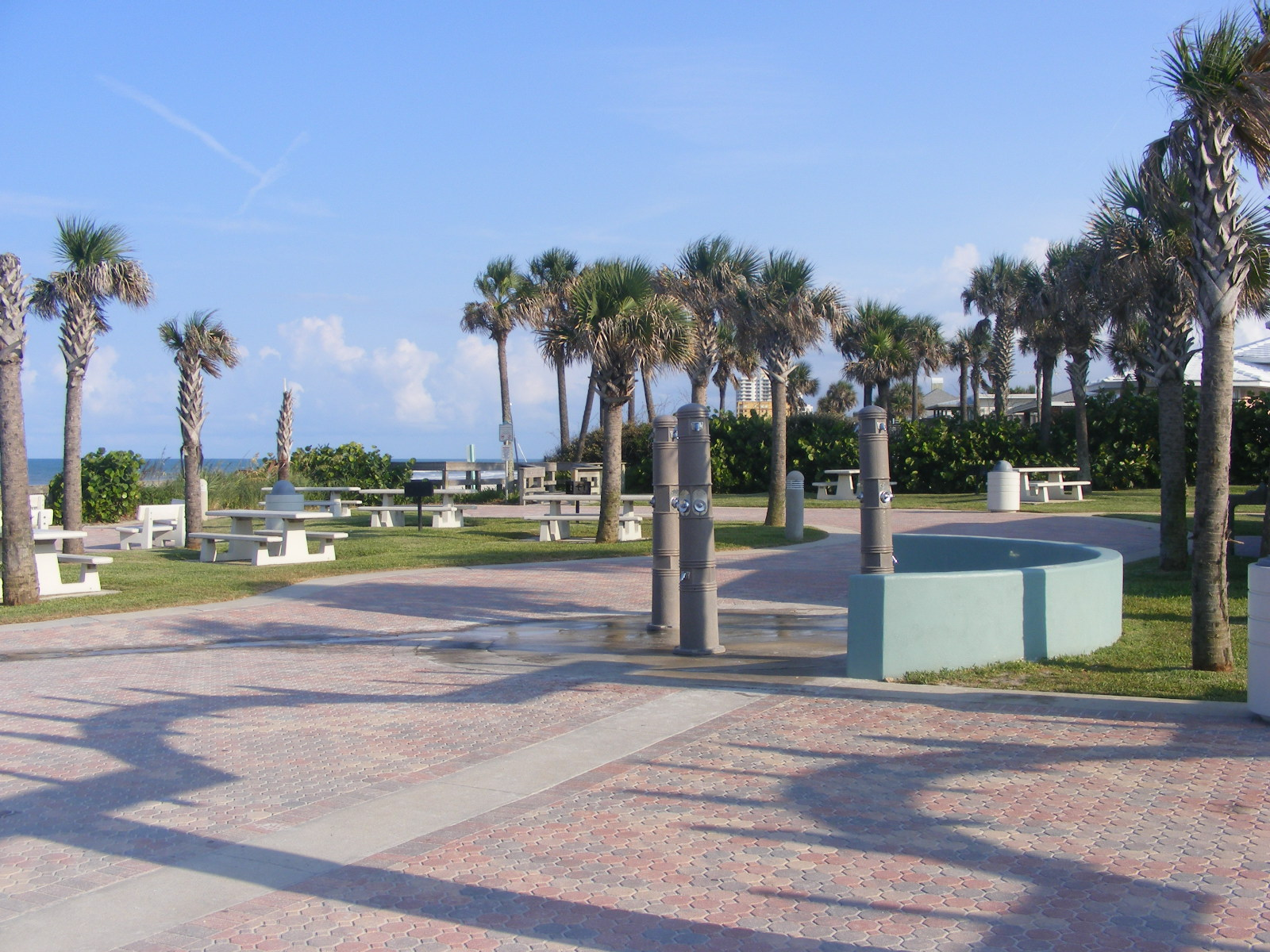
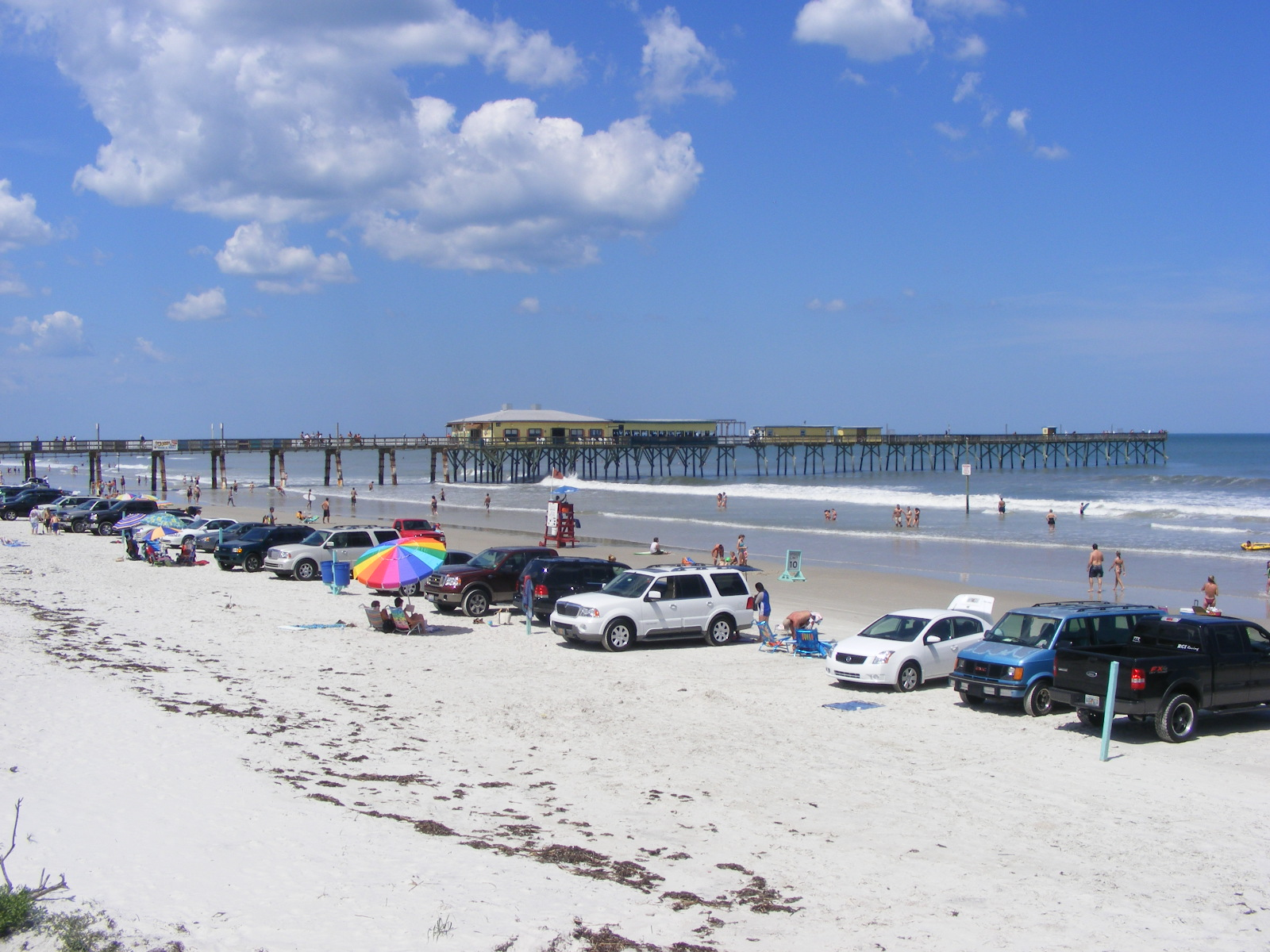
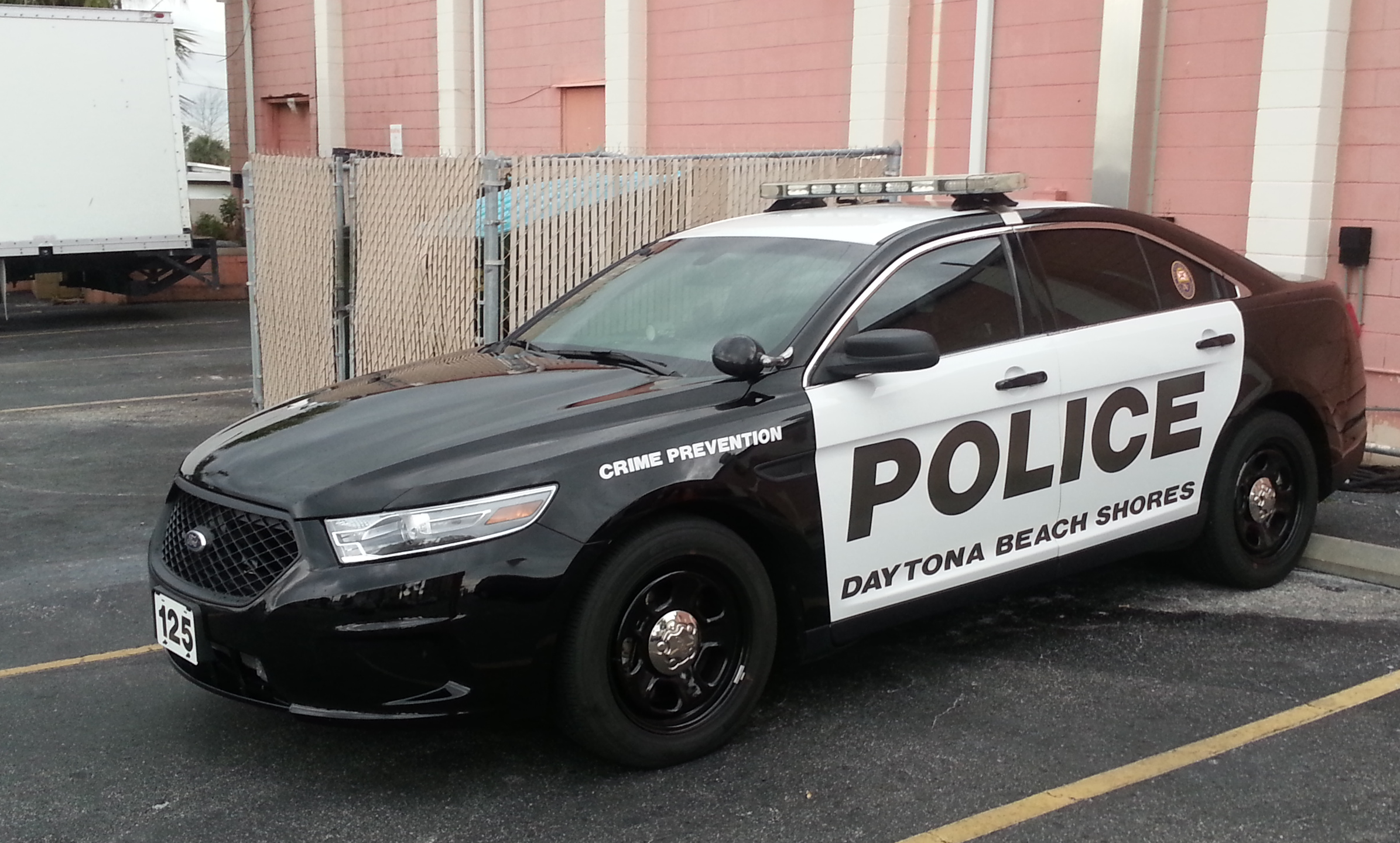